# Toy Story (franchise)

Toy Story-logo

Toy Story is een Amerikaanse mediafranchise dat draait rond een groep speelgoed in een fictieve wereld waar het speelgoed leeft. Het werd geproduceerd door Pixar en Walt Disney Pictures. Het bestaat uit zes langspeelfilms, drie televisieseries, drie korte films en een aantal computerspellen, voorafgegaan door de kortfilm Tin Toy. John Lasseter is de geestelijke vader van deze franchise.

## Originele korte film
In de jaren 80 was Pixar een onsuccesvol bedrijf waar Steve Jobs, die het overnam in 1986, geregeld extra geld in moest steken om het draaiende te houden. Toch kregen ze de kans om een nieuwe korte film te maken genaamd Tin Toy.

### Tin Toy (1988)
Tin Toy is een Amerikaanse korte animatiefilm uit 1988. De film was geregisseerd door John Lasseter en gemaakt door de Pixar Animation Studios. De film won de Oscar voor Beste Korte Animatiefilm in 1989 en werd in 2003 opgenomen in the National Film Registry. Het verhaal draait rond een levend speelgoedstuk genaamd Tinny die bang is om kapotgemaakt te worden door de baby Billy.

## Filmserie
Na het succes van Tin Toy kreeg Pixar de kans van Walt Disney Pictures om een vervolg te maken van een half uur genaamd A Tin Toy Christmas om Disney te overtuigen om Pixar een volledige computergeanimeerde langspeelfilm te laten maken, maar Pixar kon hen niet voldoende overtuigen met het verhaal en de plannen vielen in het water. Disney had echter wel nog interesse om hun voormalige animator John Lasseter terug te krijgen die het animatieteam van Pixar leidt, maar hij weigerde en vroeg om een langspeelfilm in Pixar te maken. Dit weigerde Walt Disney Pictures echter waardoor er even geen contact meer was totdat Lasseter's vriend Tim Burton de animatiefilm The Nightmare Before Christmas ook liet produceren buiten Disney omdat de film in stop-motion is en zeer weinig animators van Disney die techniek beheersen. Hierop kreeg Pixar in 1990 de kans dit ook te doen omdat Disney ook zeer weinig animators hadden die computeranimatie beheersten, maar ze moesten wel een langspeelfilm maken. Voor het verhaal van de langspeelfilm besloten ze te beginnen met de geannuleerde A Tin Toy Christmas en veranderde Pixar het verhaal. Lasseter besefte dat het verhaal rond dat 1 speelgoedstuk niet emotioneel genoeg is en besloot de hoofdrollen aan 2 vrienden te geven: de speelgoedstukken Woody en Buzz Lightyear. Dit werd de film Toy Story die in 1995 verscheen.

### Toy Story (1995)
Toy Story is een computeranimatiefilm die verscheen op 19 november 1995. Het was de eerste volledig computergeanimeerde film. De film werd geregisseerd door John Lasseter. De film duurt 81 minuten en is daarmee de eerste langspeelfilm van Pixar. Het werd genomineerd voor 50 prijzen waarvan het er 27 won waaronder een Oscar en acht Annie Awards.
In de film blijkt dat, als er geen mensen in de buurt zijn, speelgoed tot leven komt. Het verhaal draait om het speelgoed van het jongetje Andy onder leiding van de cowboy Woody, Andy’s lievelingsfiguurtje. Op een dag krijgt Andy op zijn verjaardag een nieuwe pop genaamd Buzz Lightyear, een ruimteactiefiguur. Al snel ontwikkelt zich een rivaliteit tussen Woody en Buzz, daar Buzz langzaam Woody’s nummer 1-positie bij Andy inneemt. Buzz is er bovendien van overtuigd dat hij een echte spaceranger is en het universum moet beschermen tegen keizer Zurg. Op een dag gooit Woody Buzz uit het raam waarna het andere speelgoed hem eruit zet. Woody en Buzz komen na een tijdje bij de sadistische jongen Sid terecht en leggen het daar bij. Samen keren ze uiteindelijk terug naar Andy.
De film had een budget van $30 miljoen en een opbrengst van $361,9 miljoen. Hiermee was het de op een na succesvolste film uit 1995.

### Toy Story 2 (1999)
Toy Story 2 is een computeranimatiefilm die verscheen op 13 november 1999. De film werd geregisseerd door John Lasseter, Lee Unkrich en Ash Brannon. De film duurt 95 minuten. Het werd genomineerd voor 48 prijzen waarvan het er 21 won waaronder een Golden Globe, zeven Annie Awards en een Grammy Award.
In de tweede film wordt Woody gestolen door een verzamelaar omdat Woody een uiterst zeldzaam stuk speelgoed blijkt te zijn. Woody is speelgoed van een zeer oude kinderserie. Hij ontmoet de andere stukken van zijn serie, maar Buzz en de anderen zetten een reddingsactie op touw. Uiteindelijk gaan ze allemaal terug naar Andy samen met 2 nieuwe stukken speelgoed: Jessie en Bullseye.
De film had een budget van $90 miljoen en een opbrengst van $485 miljoen. Hiermee was het de op twee na succesvolste film uit 1999.

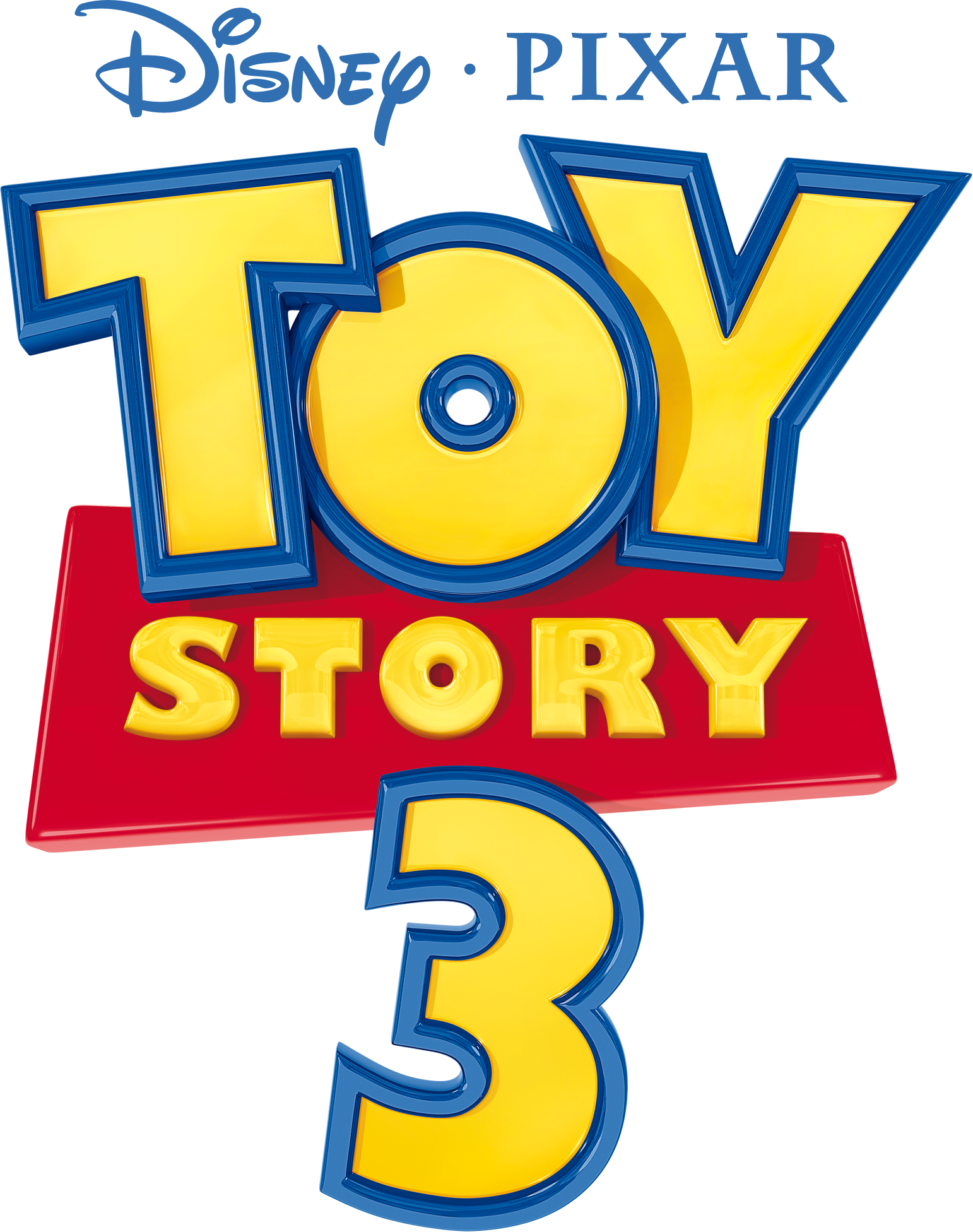

### Toy Story 3 (2010)
Toy Story 3 is een computeranimatiefilm die verscheen op 12 juni 2010. De film werd geregisseerd door Lee Unkrich. De film duurt 103 minuten. Het werd genomineerd voor 157 prijzen waarvan het er 61 won waaronder twee Oscars, een Golden Globe en een BAFTA Award.
De derde film speelt zich jaren later af wanneer het jongetje Andy 17 jaar geworden is. Er zijn al een aantal stukken speelgoed op de rommelmarkt verkocht en de rest maakt zich zorgen wat er met hen zal gebeuren. Andy's moeder gooit hen per ongeluk in de vuilbak en het speelgoed besluit om naar een kinderdagverblijf te gaan geleid door de speelgoedbeer Lotso. Woody is er echter niet gerust op en gaat weg naar een meisje genaamd Bonnie. Hier komt hij te weten dat het kinderdagverblijf een hel is voor speelgoed daar de beer Lotso gek geworden is wanneer hij weggegooid werd. Woody zet een reddingsactie op touw en uiteindelijk komen ze terug bij Andy. Daar kruipen ze in een doos met bonnie's adres erop. Andy vindt vervolgens de doos en besluit om het speelgoed aan het meisje te geven.
De film had een budget van $200 miljoen en een opbrengst van $1.063.171.911. Hiermee was het de succesvolste film uit 2010.

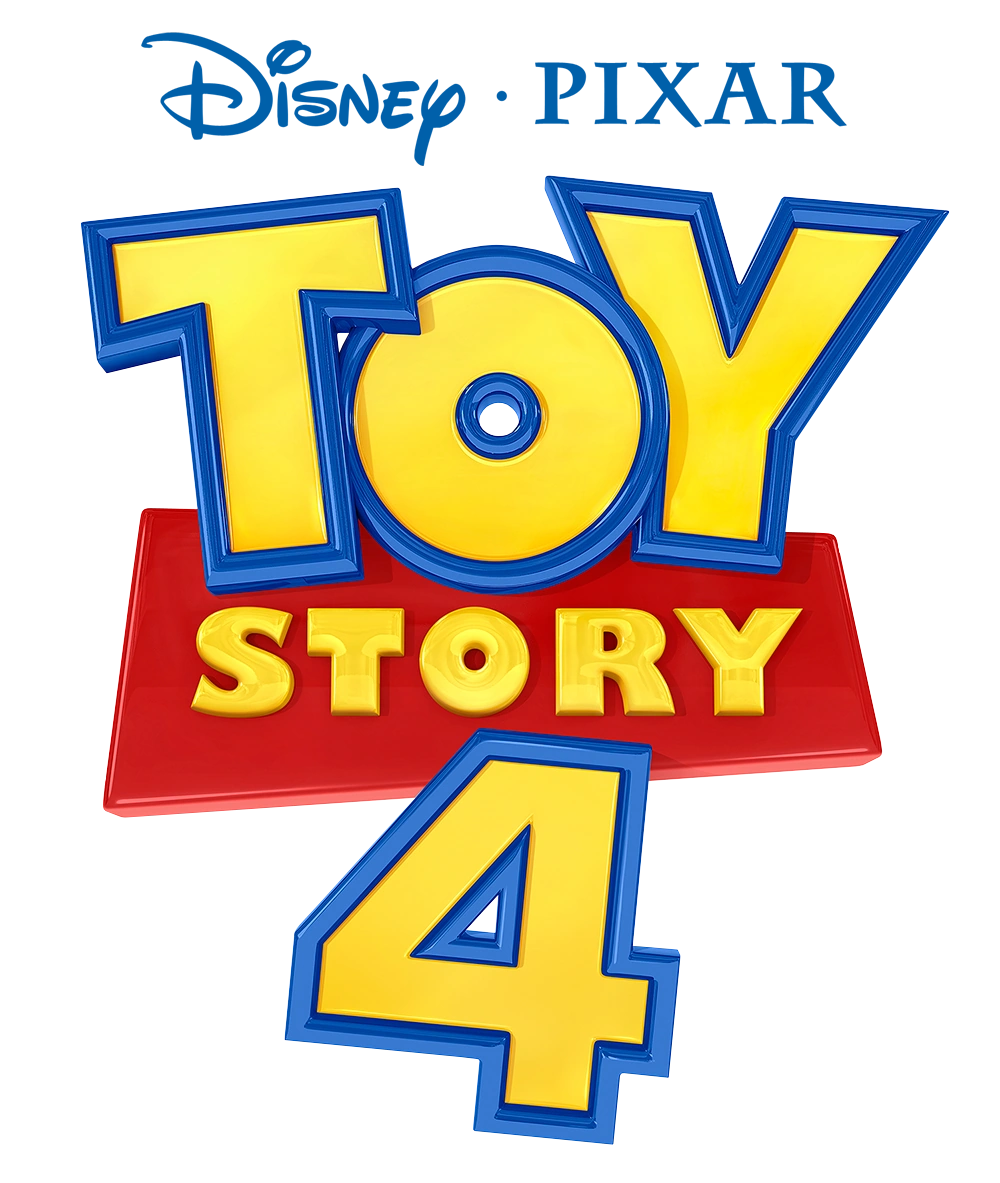

### Toy Story 4 (2019)
Toy Story 4 is een computeranimatiefilm die verscheen op 11 juni 2019. De film werd geregisseerd door Josh Cooley. De film duurt 100 minuten. Het werd genomineerd voor 124 prijzen waarvan het er 57 won, waaronder een Oscar.
In de vierde film is het speelgoed van Bonnie. Ze gaan met haar mee op roadtrip. Bonnie maakte zelf ook een nieuw stuk speelgoed, Forky, gemaakt met afval van haar school. Ondertussen zijn Woody en Bo Peep weer samengekomen, waardoor Woody een beslissing moet maken over wie hij trouw wilt blijven.
De film had een budget van $200 miljoen en opbrengst van $1.073.394.593. Hiermee was het de op zeven na succesvolste film uit 2019.

## Televisieseries

### Toy Story Treats (1996)
Toy Story Treats is een Amerikaanse animatieserie dat gebaseerd is op deze franchise. De televisieserie had slechts in 1 seizoen bestaande uit 52 afleveringen in 1996. De gebeurtenissen hierin spelen zich af voor, tijdens en na de gebeurtenissen in Toy Story. Het speelt zich wel allemaal af voor Toy Story 2.

### Forky Asks a Question (2019)
Forky Asks a Question is Amerikaanse animatieserie. De animatieserie heeft tot heden 1 seizoen bestaande uit 10 afleveringen. Het eerste seizoen kwam uit in november 2019 op de streaming dienst Disney Plus. De gebeurtenissen van de serie spelen zich af na de gebeurtenissen van Toy Story 4. 
In elke aflevering van de animatieserie stelt Forky (Vorkie) een belangrijke vraag over hoe de wereld werkt.

## Latere korte films
Na het succes van Toy Story 3 in 2010 kondigde de regisseur Lee Unkrich aan dat er nieuwe korte films gemaakt worden met de personages uit Toy Story. Deze korte films kregen de naam Toy Story Toons. De eerste korte film verscheen samen met Cars 2 op 24 juni 2011. Op 23 november 2011 kwam de tweede Toy Story Toons uit samen met The Muppets. De derde Toy Story Toons verscheen op 14 september 2012 samen met Finding Nemo 3D. Disney volgt echter het voorbeeld van onder andere Dreamworks en begon ook televisiespecials te ontwikkelen voor ABC dat eigendom is van The Walt Disney Company. Op 27 november 2012 werd de eerste televisiespecial aangekondigd genaamd Toy Story of Terror!. De korte film verscheen later voor het eerst op 16 oktober 2013 op de televisiezender ABC. Na die Halloween-special besloten ze om een kerstspecial te ontwikkelen. Dat werd Toy Story That Time Forgot dat op 2 december 2014 op dezelfde televisiezender verscheen. In 2020 kwam er korte film waarin Bo Peep de hoofdrol had uit voor de streaming dienst Disney Plus. De naam van deze korte film is Lamp Life en kwam uit op 31 januari 2020.

### Toy Story Toons: Hawaiian Vacation (2011)
Hawaiian Vacation of voluit Toy Story Toons: Hawaiian Vacation is een Amerikaanse korte film geregisseerd door Gary Rydstrom. Het duurt bijna 6 minuten inclusief aftiteling. De film verscheen voor het eerst op 24 juni 2011 op de première van Cars 2. De korte film speelt zich af na de gebeurtenissen in Toy Story 3.

### Toy Story Toons: Small Fry (2011)
Small Fry of voluit Toy Story Toons: Small Fry is een korte film geregisseerd door Angus MacLane. Het duurt 7 minuten inclusief aftiteling. De film verscheen voor het eerst op 23 november 2011 op de première van The Muppets.

### Toy Story Toons: Partysaurus Rex (2012)
Partysaurus Rex of voluit Toy Story Toons: Partysaurus Rex is een korte film geregisseerd door Mark A. Walsh. Het duurt bijna 7 minuten inclusief aftiteling. De film verscheen voor het eerst op 14 september 2012 samen met de 3D-première van Finding Nemo.

### Toy Story of Terror! (2013)
Toy Story of Terror! is een korte film, geschreven en geregisseerd door Angus MacLane. Hij duurt bijna 22 minuten inclusief aftiteling. De korte film verscheen voor het eerst op 16 oktober 2013 op de televisiezender ABC en is dus ook een televisiefilm. Het werd genomineerd voor zeven Annie Awards waarvan het er drie won. Het is tevens de enige Halloween-special in de Toy Story-franchise.

### Toy Story That Time Forgot (2014)
Toy Story That Time Forgot is een korte film, geschreven en geregisseerd door Steve Purcell. Hij duurt bijna 22 minuten inclusief aftiteling. De korte film verscheen voor het eerst op 2 december 2014 op de televisiezender ABC en is dus ook een televisiefilm. Het werd genomineerd voor zeven Annie Awards waarvan het er geen enkele won. Het is tevens de enige kerstspecial in de Toy Story-franchise.

### Lamp Life (2020)
Lamp Life is een korte film, geschreven en geregisseerd door Valerie LaPointe. Hij duurt bijna 7 minuten inclusief aftiteling. De korte film verscheen voor het eerst op 31 januari 2020 op de streamingdienst Disney+. In deze korte film worden de avonturen van Bo Peep gevolgd tussen de tweede Toy Story film en de vierde Toy Story film.

## Rolverdeling

### Originele (Engelse) stemmen
| Personage                       | Filmserie                    | Filmserie                      | Filmserie                                     | Filmserie           | Filmserie        | Televisieserie          | Televisieserie                          | Korte films    | Korte films              | Korte films       | Korte films            | Korte films                 | Korte films                       | Korte films      |
| Personage                       | Toy Story (1995)             | Toy Story 2 (1999)             | Toy Story 3 (2010)                            | Toy Story 4 (2019)  | Lightyear (2022) | Toy Story Treats (1996) | Forky Asks a Question (2019)            | Tin Toy (1988) | Hawaiian Vacation (2011) | Small Fry (2011)  | Partysaurus Rex (2012) | Toy Story of Terror! (2013) | Toy Story That Time Forgot (2014) | Lamp Life (2020) |
| ------------------------------- | ---------------------------- | ------------------------------ | --------------------------------------------- | ------------------- | ---------------- | ----------------------- | --------------------------------------- | -------------- | ------------------------ | ----------------- | ---------------------- | --------------------------- | --------------------------------- | ---------------- |
| Woody Pride                     | Tom Hanks                    | Tom Hanks                      | Tom Hanks                                     | Tom Hanks           |                  | Jim Hanks               |                                         |                | Tom Hanks                | Tom Hanks         | Tom Hanks              | Tom Hanks                   | Tom Hanks                         | Jim Hanks        |
| Buzz Lightyear                  | Tim Allen                    | Tim Allen                      | Tim Allen                                     | Tim Allen           | Chris Evans      | Pat Fraley              |                                         |                | Tim Allen                | Tim Allen         | Tim Allen              | Tim Allen                   | Tim Allen                         |                  |
| Rex                             | Wallace Shawn                | Wallace Shawn                  | Wallace Shawn                                 | Wallace Shawn       |                  | Wallace Shawn           | Wallace Shawn                           |                | Wallace Shawn            | Wallace Shawn     | Wallace Shawn          | Wallace Shawn               | Wallace Shawn                     |                  |
| Jessie Jane                     |                              | Joan Cusack                    | Joan Cusack                                   | Joan Cusack         |                  |                         |                                         |                | Joan Cusack              | Joan Cusack       | Joan Cusack            | Joan Cusack                 | Joan Cusack                       |                  |
| Trixie                          |                              |                                | Kristen Schaal                                | Kristen Schaal      |                  |                         | Kristen Schaal                          |                | Kristen Schaal           | Kristen Schaal    | Kristen Schaal         | Kristen Schaal              | Kristen Schaal                    |                  |
| Mr. Pricklepants                |                              |                                | Timothy Dalton                                | Timothy Dalton      |                  |                         | Timothy Dalton                          |                | Timothy Dalton           | Timothy Dalton    | Timothy Dalton         | Timothy Dalton              | Timothy Dalton                    |                  |
| Hamm                            | John Ratzenberger            | John Ratzenberger              | John Ratzenberger                             | John Ratzenberger   |                  | John Ratzenberger       | John Ratzenberger                       |                | John Ratzenberger        | John Ratzenberger | John Ratzenberger      |                             |                                   |                  |
| Mr. Potato Head                 | Don Rickles                  | Don Rickles                    | Don Rickles                                   | Don Rickles         |                  |                         |                                         |                | Don Rickles              | Don Rickles       | Don Rickles            | Don Rickles                 | Don Rickles                       |                  |
| Mrs. Potato Head                |                              | Estelle Harris                 | Estelle Harris                                | Estelle Harris      |                  |                         |                                         |                | Estelle Harris           | Estelle Harris    | Estelle Harris         |                             |                                   |                  |
| Slinky Dog                      | Jim Varney                   | Jim Varney                     | Blake Clark                                   | Blake Clark         |                  |                         |                                         |                | Blake Clark              | stille cameo      | stille cameo           |                             |                                   |                  |
| Little Green Mens (Aliens)      | Jeff Pidgeon Debi Derryberry | Jeff Pidgeon                   | Jeff Pidgeon                                  | Jeff Pidgeon        |                  | Jeff Pidgeon            |                                         |                | Jeff Pidgeon             | stille cameo      | stille cameo           |                             | stille cameo                      |                  |
| Andy Davis                      | John Morris                  | John Morris                    | John Morris (volwassen) Charlie Bright (kind) | Jack McGraw         |                  |                         |                                         |                |                          |                   |                        |                             |                                   |                  |
| Bonnie Anderson                 |                              |                                | Emily Hahn                                    | Madeleine McGraw    |                  |                         |                                         |                | Emily Hahn               | Emily Hahn        | Emily Hahn             | Emily Hahn                  | Emily Hahn                        |                  |
| Personage                       | Toy Story                    | Toy Story 2                    | Toy Story 3                                   | Toy Story 4         | Lightyear        | Toy Story Treats        | Forky Asks a Question                   | Tin Toy        | Hawaiian Vacation        | Small Fry         | Partysaurus Rex        | Toy Story of Terror!        | Toy Story That Time Forgot        | Lamp Life        |
| Sarge (Sergeant)                | R. Lee Ermey                 | R. Lee Ermey                   | R. Lee Ermey                                  |                     |                  |                         |                                         |                |                          |                   |                        |                             |                                   |                  |
| Bo Peep                         | Annie Potts                  | Annie Potts                    | stille cameo                                  | Annie Potts         |                  |                         |                                         |                |                          |                   |                        |                             |                                   | Annie Potts      |
| Sid Phillips                    | Erik von Detten              |                                | Erik von Detten                               |                     |                  |                         |                                         |                |                          |                   |                        |                             |                                   |                  |
| Stinky Pete                     |                              | Kelsey Grammer                 |                                               |                     |                  |                         |                                         |                |                          |                   |                        |                             |                                   |                  |
| Emperor Zurg                    |                              | Andrew Stanton                 | stille cameo                                  |                     | James Brolin     |                         |                                         |                |                          |                   |                        |                             |                                   |                  |
| Lotso Huggin' Bear              |                              |                                | Ned Beatty                                    |                     |                  |                         |                                         |                |                          |                   |                        |                             |                                   |                  |
| Gabby Gabby                     |                              |                                |                                               | Christina Hendricks |                  |                         |                                         |                |                          |                   |                        |                             |                                   |                  |
| Mrs. Davids (Andy's moeder)     | Laurie Metcalf               | Laurie Metcalf                 | Laurie Metcalf                                | Laurie Metcalf      |                  |                         |                                         |                |                          |                   |                        |                             |                                   |                  |
| Hannah Phillips (Sid's zusje)   | Sarah Freeman                |                                |                                               |                     |                  |                         |                                         |                |                          |                   |                        |                             |                                   |                  |
| Al McWhiggin                    |                              | Wayne Knight                   |                                               |                     |                  |                         |                                         |                |                          |                   |                        |                             |                                   |                  |
| Mrs. Anderson (Bonnie's Moeder) |                              |                                | Lori Alan                                     | Lori Alan           |                  |                         |                                         |                | Lori Alan                | Lori Alan         | Lori Alan              | Lori Alan                   | Lori Alan                         |                  |
| Lenny                           | Joe Ranft                    | stille cameo                   | stille cameo                                  |                     |                  |                         |                                         |                |                          |                   |                        |                             |                                   |                  |
| Wheezy                          |                              | Joe Ranft Robert Goulet (zang) | stille cameo                                  |                     |                  |                         |                                         |                |                          |                   |                        |                             |                                   |                  |
| Barbie                          |                              | Jodi Benson                    | Jodi Benson                                   |                     |                  |                         |                                         |                | Jodi Benson              |                   |                        |                             |                                   |                  |
| Ken                             |                              |                                | Michael Keaton                                |                     |                  |                         |                                         |                | Michael Keaton           |                   |                        |                             |                                   |                  |
| Peas-in-a-Pod                   |                              |                                | Charlie Bright Amber Kroner Brianna Maiwand   |                     |                  |                         | Addison Andrews Mika Crespo Imani Prior |                | Zoe Levin                | stille cameo      |                        |                             |                                   |                  |
| Chuckles                        |                              |                                | Bud Luckey                                    |                     |                  |                         |                                         |                | Bud Luckey               |                   |                        |                             |                                   |                  |
| Buttercup                       |                              |                                | Jeff Garlin                                   | Jeff Garlin         |                  |                         | Jeff Garlin                             |                | Jeff Garlin              | stille cameo      | stille cameo           |                             |                                   |                  |
| Dolly                           |                              |                                | Bonnie Hunt                                   | Bonnie Hunt         |                  |                         | Bonnie Hunt                             |                | Bonnie Hunt              | stille cameo      | stille cameo           |                             |                                   |                  |
| Forky                           |                              |                                |                                               | Tony Hale           |                  |                         | Tony Hale                               |                |                          |                   |                        |                             |                                   |                  |
| Duke Caboom                     |                              |                                |                                               | Keanu Reeves        |                  |                         |                                         |                |                          |                   |                        |                             |                                   |                  |
| Ducky                           |                              |                                |                                               | Keegan-Michael Key  |                  |                         |                                         |                |                          |                   |                        |                             |                                   |                  |
| Bunny                           |                              |                                |                                               | Jordan Peele        |                  |                         |                                         |                |                          |                   |                        |                             |                                   |                  |
| Giggle McDimples                |                              |                                |                                               | Ally Maki           |                  |                         |                                         |                |                          |                   |                        |                             |                                   | Ally Maki        |
| Tinny                           |                              |                                |                                               | stille cameo        |                  |                         |                                         | Stille rol     |                          |                   |                        |                             |                                   |                  |
| Billy                           |                              | stille cameo                   |                                               |                     |                  |                         |                                         | Stille rol     |                          |                   |                        |                             |                                   |                  |
| Combat Carl                     | stille cameo                 |                                |                                               | Carl Weathers       |                  |                         |                                         |                |                          |                   |                        | Carl Weathers               |                                   |                  |
| Old Timer                       |                              |                                |                                               | Alan Oppenheimer    |                  |                         | Alan Oppenheimer                        |                |                          |                   |                        | Christian Roman             |                                   |                  |
| Reptillus Maximus               |                              |                                |                                               |                     |                  |                         |                                         |                |                          |                   |                        |                             | Kevin McKidd                      |                  |
| Personage                       | Toy Story (1995)             | Toy Story 2 (1999)             | Toy Story 3 (2010)                            | Toy Story 4 (2019)  | Lightyear (2022) | Toy Story Treats (1996) | Forky Asks a Question (2020)            | Tin Toy (1988) | Hawaiian Vacation (2011) | Small Fry (2011)  | Partysaurus Rex (2012) | Toy Story of Terror! (2013) | Toy Story That Time Forgot (2014) | Lamp Life (2020) |

### Nederlandse stemmen
| Personage                          | Filmserie                      | Filmserie                                      | Filmserie                                         | Filmserie                                              | Filmserie            | Televisieserie                              | Korte films    | Korte films              | Korte films            | Korte films            | Korte films                 | Korte films                       | Korte films       |  |
| Personage                          | Toy Story (1995)               | Toy Story 2 (1999)                             | Toy Story 3 (2010)                                | Toy Story 4 (2019)                                     | Lightyear (2022)     | Forky Asks a Question (2020)                | Tin Toy (1988) | Hawaiian Vacation (2011) | Small Fry (2011)       | Partysaurus Rex (2012) | Toy Story of Terror! (2013) | Toy Story That Time Forgot (2014) | Lamp Life (2020)  |  |
| ---------------------------------- | ------------------------------ | ---------------------------------------------- | ------------------------------------------------- | ------------------------------------------------------ | -------------------- | ------------------------------------------- | -------------- | ------------------------ | ---------------------- | ---------------------- | --------------------------- | --------------------------------- | ----------------- |  |
| Sheriff Woody Pride                | Gijs Scholten van Aschat       | Peter Paul Muller                              | Huub Dikstaal                                     | Huub Dikstaal                                          |                      |                                             |                | Huub Dikstaal            | Huub Dikstaal          | Huub Dikstaal          | Huub Dikstaal               | Huub Dikstaal                     | Huub Dikstaal     |  |
| Buzz Lightyear                     | Coen van Vrijberghe de Coningh | Kees Prins                                     | Jan Elbertse                                      | Jan Elbertse                                           | Matteo van der Grijn |                                             |                | Jan Elbertse             | Jan Elbertse           | Jan Elbertse           | Jan Elbertse                | Jan Elbertse                      |                   |  |
| Rex                                | Arjan Ederveen                 | Arjan Ederveen                                 | Arjan Ederveen                                    | Arjan Ederveen                                         |                      | Arjan Ederveen                              |                | Arjan Ederveen           | Arjan Ederveen         | Arjan Ederveen         | Arjan Ederveen              | Arjan Ederveen                    |                   |  |
| Jessie Jane                        |                                | Angelique de Bruijne Plien van Bennekom (zang) | Angelique de Bruijne                              | Angelique de Bruijne                                   |                      |                                             |                | Angelique de Bruijne     | Angelique de Bruijne   | Angelique de Bruijne   | Angelique de Bruijne        | Angelique de Bruijne              |                   |  |
| Trixie                             |                                |                                                | Melise de Winter                                  | Melise de Winter                                       |                      | Melise de Winter                            |                | Melise de Winter         | Melise de Winter       | Melise de Winter       | Melise de Winter            | Melise de Winter                  |                   |  |
| Meneertje Prikkels                 |                                |                                                | Paul Disbergen                                    | Paul Disbergen                                         |                      | Paul Disbergen                              |                | Paul Disbergen           | Paul Disbergen         | Paul Disbergen         | Paul Disbergen              | Paul Disbergen                    |                   |  |
| Hamm                               | Luk van Mello                  | Luk van Mello                                  | Peter van Gucht                                   | Peter van Gucht                                        |                      | Peter van Gucht                             |                | Peter van Gucht          | Peter van Gucht        | Peter van Gucht        |                             |                                   |                   |  |
| Meneer Aardappelhoofd              | Ronald Van Rillaer             | Ronald Van Rillaer                             | Ronald Van Rillaer                                | Ronald Van Rillaer                                     |                      |                                             |                | Ronald Van Rillaer       | Ronald Van Rillaer     | Ronald Van Rillaer     | Ronald Van Rillaer          | Ronald Van Rillaer                |                   |  |
| Mevrouw Aardappelhoofd             |                                | Corry van der Linden                           | Marloes van den Heuvel                            | Marloes van den Heuvel                                 |                      |                                             |                | Marloes van den Heuvel   | Marloes van den Heuvel | Marloes van den Heuvel |                             |                                   |                   |  |
| Slinky                             | Chiem van Houweninge           | Chiem van Houweninge                           | Chiem van Houweninge                              | Chiem van Houweninge                                   |                      |                                             |                | Chiem van Houweninge     | stille cameo           | stille cameo           |                             |                                   |                   |  |
| Aliens                             | Stan Limburg                   | Stan Limburg                                   | Frans Limburg                                     | Stan Limburg                                           |                      |                                             |                | Frans Limburg            | stille cameo           | stille cameo           |                             |                                   |                   |  |
| Andy Davis                         | Rik van Veldhuizen             | Adriaan van Veldhuizen                         | Quinten Schram (volwassen) Jary Beekhuizen (kind) | Matheu Hinzen (kind) Joey Willems-Schalker (volwassen) |                      |                                             |                |                          |                        |                        |                             |                                   |                   |  |
| Bonnie Anderson                    |                                |                                                | Elaine Hakkaart                                   | Finne Rodenburg                                        |                      |                                             |                | Elaine Hakkaart          | Elaine Hakkaart        | Elaine Hakkaart        | Elaine Hakkaart             | Elaine Hakkaart                   |                   |  |
| Personages                         | Toy Story                      | Toy Story 2                                    | Toy Story 3                                       | Toy Story 4                                            | Lightyear            | Forky Asks a Question                       | Tin Toy        | Hawaiian Vacation        | Small Fry              | Partysaurus Rex        | Toy Story of Terror!        | Toy Story That Time Forgot        | Lamp Life         |  |
| Sergeant                           | Arnold Gelderman               | Arnold Gelderman                               | Sander de Heer                                    |                                                        |                      |                                             |                |                          |                        |                        |                             |                                   |                   |  |
| Bo Peep                            | Monique van de Ven             | Monique van de Ven                             | stille cameo                                      | Monique van de Ven                                     |                      |                                             |                |                          |                        |                        |                             |                                   | Beatrijs Sluijter |  |
| Sid Phillips                       | Sietse van Leeuwen             |                                                | Ewout Eggink                                      |                                                        |                      |                                             |                |                          |                        |                        |                             |                                   |                   |  |
| Stinky Pete de Goudzoeker          |                                | Lou Landré                                     |                                                   |                                                        |                      |                                             |                |                          |                        |                        |                             |                                   |                   |  |
| Keizer Zurg                        |                                | Arnold Gelderman                               | stille cameo                                      |                                                        | Mark Rietman         |                                             |                |                          |                        |                        |                             |                                   |                   |  |
| Lotso Knuffelbeer                  |                                |                                                | Jan Anne Drenth                                   |                                                        |                      |                                             |                |                          |                        |                        |                             |                                   |                   |  |
| Gabby Gabby                        |                                |                                                |                                                   | Leonoor Koster                                         |                      |                                             |                |                          |                        |                        |                             |                                   |                   |  |
| Mevrouw Davids (Andy's moeder)     | Beatrijs Sluijter              | Beatrijs Sluijter                              | Beatrijs Sluijter                                 | Daphne Flint                                           |                      |                                             |                |                          |                        |                        |                             |                                   |                   |  |
| Hannah Phillips (Sid's zusje)      | Thyrza Ravesteijn              |                                                |                                                   |                                                        |                      |                                             |                |                          |                        |                        |                             |                                   |                   |  |
| Al McWhiggin                       |                                | Kees van Lier                                  |                                                   |                                                        |                      |                                             |                |                          |                        |                        |                             |                                   |                   |  |
| Mevrouw Anderson (Bonnie's Moeder) |                                |                                                | Jannemien Cnossen                                 | Jannemien Cnossen                                      |                      |                                             |                | Jannemien Cnossen        | Beatrijs Sluijter      | Jannemien Cnossen      | Jannemien Cnossen           | Beatrijs Sluijter                 |                   |  |
| Lenny                              | Stan Limburg                   | stille cameo                                   | stille cameo                                      |                                                        |                      |                                             |                |                          |                        |                        |                             |                                   |                   |  |
| Wheezy                             |                                | Reinder van der Naalt Gé Titulaer (zang)       | stille cameo                                      |                                                        |                      |                                             |                |                          |                        |                        |                             |                                   |                   |  |
| Barbie                             |                                | Marlies Somers                                 | Noortje Herlaar                                   | stille cameo                                           |                      |                                             |                | Noortje Herlaar          |                        |                        |                             |                                   |                   |  |
| Ken                                |                                |                                                | William Spaaij                                    |                                                        |                      |                                             |                | William Spaaij           |                        |                        |                             |                                   |                   |  |
| Peas-in-a-Pod                      |                                |                                                | Xavier Werner Jary Beekhuizen Maaike Arkestein    |                                                        |                      | Lotte Heijs Finne Rodenburg Timme Kerkehoff | stille cameo   | Elaine Hakkaart          |                        |                        |                             |                                   |                   |  |
| Grijns                             |                                |                                                | Leo Richardson                                    |                                                        |                      |                                             | stille cameo   | Leo Richardson           |                        |                        |                             |                                   |                   |  |
| Honnepon                           |                                |                                                | Fred Meijer                                       | Fred Meijer                                            |                      | Fred Meijer                                 |                | Fred Meijer              | stille cameo           | stille cameo           |                             |                                   |                   |  |
| Dolly                              |                                |                                                | Hilde de Mildt                                    | Hilde de Mildt                                         |                      | Hilde de Mildt                              |                | Hilde de Mildt           | stille cameo           | stille cameo           |                             |                                   |                   |  |
| Vorky                              |                                |                                                |                                                   | Pepijn Koolen                                          |                      | Pepijn Koolen                               |                |                          |                        |                        |                             |                                   |                   |  |
| Duke Caboom                        |                                |                                                |                                                   | Edwin Jonker                                           |                      |                                             |                |                          |                        |                        |                             |                                   |                   |  |
| Ducky                              |                                |                                                |                                                   | Rogier Komproe                                         |                      |                                             |                |                          |                        |                        |                             |                                   |                   |  |
| Bunny                              |                                |                                                |                                                   | Howard Komproe                                         |                      |                                             |                |                          |                        |                        |                             |                                   |                   |  |
| Giechel Verkuiltjes                |                                |                                                |                                                   | Pip Pellens                                            |                      |                                             |                |                          |                        |                        |                             |                                   | Pip Pellens       |  |
| Tinny                              |                                |                                                |                                                   | stille cameo                                           |                      |                                             | Stille rol     |                          |                        |                        |                             |                                   |                   |  |
| Billy                              |                                | stille cameo                                   |                                                   |                                                        |                      |                                             | Stille rol     |                          |                        |                        |                             |                                   |                   |  |
| Combat Carl                        | stille cameo                   |                                                |                                                   | Daan van Rijssel                                       |                      |                                             |                |                          |                        |                        | Leo Richardson              |                                   |                   |  |
| Old Timer                          |                                |                                                |                                                   | Leo Richardson                                         | Jan Nonhof           |                                             |                |                          |                        |                        | Reinder van der Naalt       |                                   |                   |  |
| Reptillus Maximus                  |                                |                                                |                                                   |                                                        |                      |                                             |                |                          |                        |                        |                             | Roberto de Groot                  |                   |  |
| Personage                          | Toy Story (1995)               | Toy Story 2 (1999)                             | Toy Story 3 (2010)                                | Toy Story 4 (2019)                                     | Lightyear (2022)     | Forky Asks a Question (2020)                | Tin Toy (1988) | Hawaiian Vacation (2011) | Small Fry (2011)       | Partysaurus Rex (2012) | Toy Story of Terror! (2013) | Toy Story That Time Forgot (2014) | Lamp Life (2020)  |  |

## Computerspellen
Er zijn 3 computerspellen in de hoofdserie die gebaseerd zijn op de 3 langspeelfilms. Daarnaast zijn er ook meerdere spin-off spellen verschenen die soms bijna niks meer met de films te maken hebben, maar feitelijk Toy Story-versies zijn van klassieke spellen of spelgenres zoals racespellen. Veel computerspellen zijn het resultaat van een samenwerking tussen Disney Interactive Studios en Activision.

### Hoofdserie

#### Toy Story (1995)
Toy Story is een platformspel gebaseerd op de eerste langspeelfilm in deze franchise. Het computerspel werd uitgebracht door Disney Interactive Studios en Sega in 1995. Het is beschikbaar voor SNES, Game Boy, Sega Mega Drive en Microsoft Windows (PC).

#### Toy Story 2: Buzz Lightyear to the Rescue (1999)
Toy Story 2: Buzz Lightyear to the Rescue is een platformspel, gebaseerd op de tweede langspeelfilm in deze franchise en werd uitgebracht door Activision en THQ in november 1999. Het computerspel is beschikbaar voor GBA, PS, Nintendo 64, GBC, Dreamcast en Microsoft Windows (PC).

#### Toy Story 3: The Video Game (2010)
Toy Story 3: The Video Game is een platformspel gebaseerd op de derde langspeelfilm in deze franchise. Het computerspel werd uitgebracht door Disney Interactive Studios op 15 juni 2010. Het computerspel is beschikbaar voor iOS, Wii, PS2, PS3, Nintendo DS, PSP, Mac OS X (PC) en Microsoft Windows (PC).

### Spin-offs

#### Toy Story Racer (2001)
Toy Story Racer is een racespel uitgebracht door Activision en Disney Interactive Studios op 28 februari 2001. Het computerspel is beschikbaar voor GBC, PS, PS3 en PSP.

#### Toy Story Mania! (2009)
Toy Story Mania! is een partyspel uitgebracht door Activision en Disney Interactive Studios op 14 augustus 2009. Het computerspel is beschikbaar voor iOS, Wii, Xbox 360, PS3 en Microsoft Windows (PC).

#### Toy Story: Smash It! (2013)
Toy Story: Smash It! is een actiespel ontwikkeld en uitgebracht door Disney Mobile Studios (onderdeel van Disney Interactive Studios) op 28 februari 2010. Het computerspel is beschikbaar voor iOS, Android (PC) en Microsoft Windows (PC). Op 8 februari 2016 zette Disney Interactive Studios verdere updates en actief onderhoud voor dit spel stop.

## Spin-off: Buzz Lightyear of Star Command
In het fictieve universum van Toy Story waar speelgoed leeft, is een van de hoofdpersonages, Buzz Lightyear, gebaseerd op een populaire televisieserie in dit universum. Na het succes van Toy Story produceerde Walt Disney Television Animation zelf een film en een televisieserie over dit personage. Doordat het computergeanimeerde de echte wereld is, kozen de makers om de serie met traditionele animatie te produceren en daarom doet Disney het dus met hun eigen dochterbedrijf. Later werd er alsnog een computergeanimeerde film gemaakt met Buzz Lightyear in de hoofdrol, deze staat echter los van de vorige film en serie.

### Film: Buzz Lightyear of Star Command: The Adventure Begins (2000)
Buzz Lightyear of Star Command: The Adventure Begins is een direct-naar-dvd-animatiefilm die verscheen op 8 augustus 2000. De film werd geregisseerd door Tad Stones. De film duurt 70 minuten. Het werd genomineerd voor twee prijzen waarvan het er geen enkele won.
De proloog is computeranimatie geproduceerd door Pixar, maar de rest van de film is traditionele animatie geproduceerd door Walt Disney Television Animation. Hierdoor is dit de enige (deels) traditionele animatiefilm in de Toy Story-franchise.
In deze film neemt Buzz Lightyear het op tegen keizer Zurg. Dit doet hij met de hulp van drie hopelozen die erop staan zijn partners te worden. Het verhaal diende als pilot voor de televisieserie Buzz Lightyear of Star Command.

### Televisieserie: Buzz Lightyear of Star Command (2000-2001)
Buzz Lightyear of Star Command is een Amerikaanse animatieserie die voortgaat op de film Buzz Lightyear of Star Command: The Adventure Begins uit 2000. De serie liep 2 seizoenen van 2000 tot 2001 met een totaal van 62 afleveringen.

### Computerspel: Buzz Lightyear of Star Command (2000)
Buzz Lightyear of Star Command is een platformspel, gebaseerd op bovenstaande televisiefilm en televisieserie en werd uitgebracht door Activision op 26 september 2000. Het computerspel is beschikbaar voor Dreamcast, PS, GBC en Microsoft Windows (PC).

### Lightyear (2022)
Lightyear is een computeranimatiefilm die verscheen op 17 juni 2022. De film werd geregisseerd door  Angus MacLane. De film duurt 100 minuten.
De film gaat over de jonge astronaut Buzz Lightyear die, nadat hij met zijn commandant en bemanning op een vijandige planeet is gestrand, zijn weg terug naar huis probeert te vinden. Ondertussen wordt hij geconfronteerd met een bedreiging in de vorm van de keizer Zurg. 
De actiefiguur Buzz Lightyear is gebaseerd op de filmversie van deze film.

## Andere media

### Musical
Toy Story: The Musical is een musical die gebaseerd is op de eerste langspeelfilm van deze franchise. De musical debuteerde in april 2008 op het cruiseschip de Disney Wonder en is voorlopig alleen maar daar gespeeld.

### Gerelateerd aan pretparken

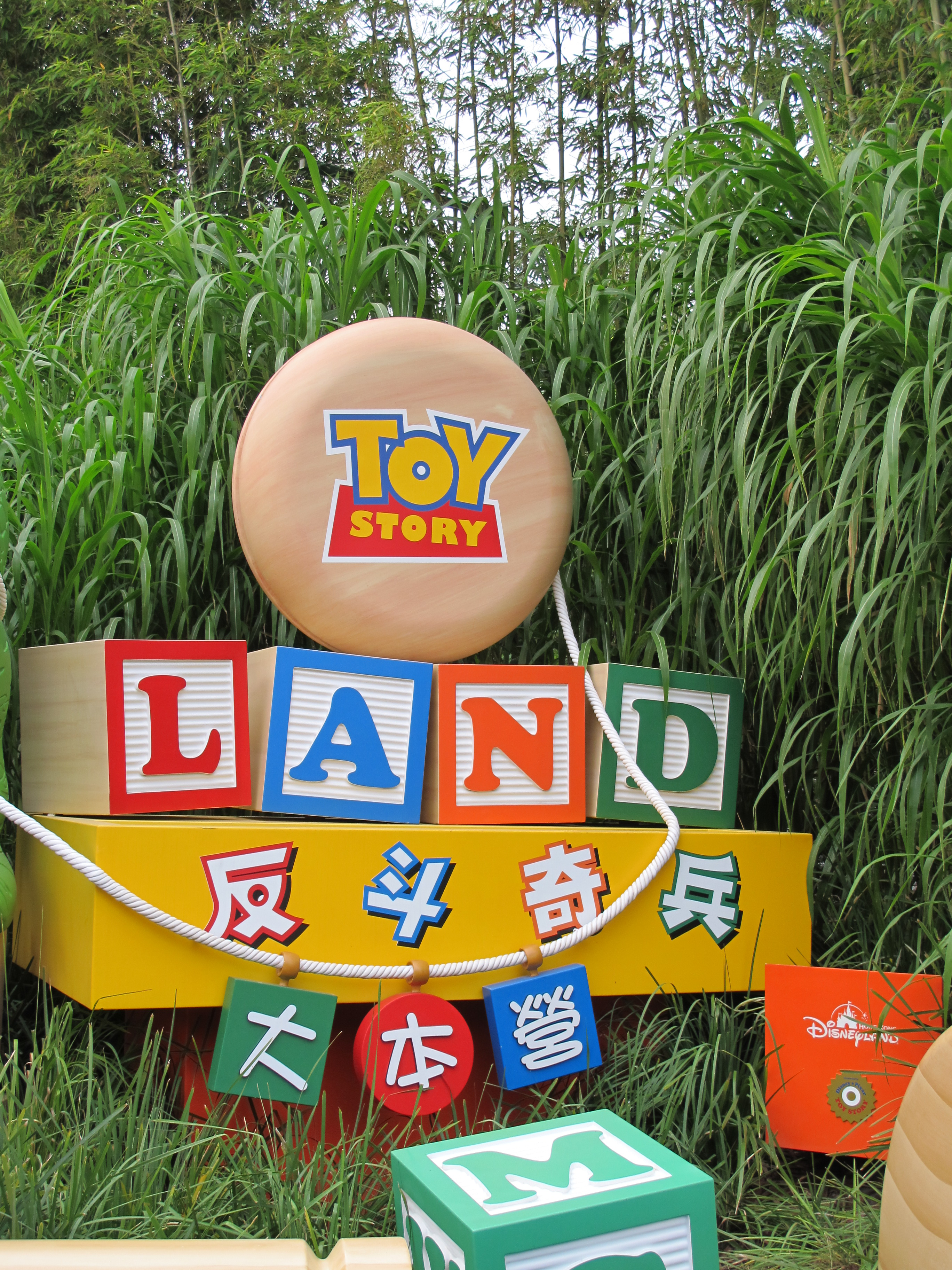
Entree van het themagebied in Hong Kong Disneyland

#### Buzz Lightyear-attracties
Buzz Lightyear-attracties is een groep interactieve darkrides in verscheidene pretparken van Disney. De namen verschillen van elkaar, maar de attracties zelf zijn grotendeels identiek aan elkaar. De attracties zijn gebaseerd op het personage Buzz Lightyear van deze franchise.

#### Toy Story Playland
Toy Story Playland is een themagebied in het Walt Disney Studios Park en Hong Kong Disneyland.

#### Toy Story Midway Mania!
Toy Story Midway Mania! is een interactieve darkride in de Amerikaanse attractieparken Disney's Hollywood Studios en Disney's California Adventure en het Japanse attractiepark Tokyo DisneySea. De Amerikaanse versies opende in 2008 en de Japanse in 2012.

#### Toy Story Hotel
Toy Story Hotel is het tweede Disney-hotel in Shanghai Disney Resort. Het hotel ligt ten westen van het themapark Shanghai Disneyland.

### Strips
- Van mei tot augustus 2009 verscheen een vierdelige stripreeks genaamd Toy Story: Mysterious Stranger door Boom! Studios.[52]
- Van juli tot oktober 2010 verscheen een andere vierdelige stripreeks genaamd Toy Story: Tales from the Toy Chest door Boom! Studios.[53][54]
- In 2010 verscheen het maandblad Toy Story magazine dat strips bevat.[55]